# Boursinidia darwini
Boursinidia darwini är en fjärilsart som beskrevs av Otto Staudinger 1899. Boursinidia darwini ingår i släktet Boursinidia och familjen nattflyn. Inga underarter finns listade i Catalogue of Life.